# Alfred-Charles Auboin
Pour les articles homonymes, voir Auboin.
 (septembre 2014).
Alfred-Charles Auboin est un céramiste français né le 14 mars 1818 à Varennes[Lequel ?] et mort à Bourg-la-Reine le 14 mars 1888.

## Biographie
Fils de Louis-Charles Auboin (1784-1888) tourneur en faïence et petit-fils de Jean-Charles Auboin (1731-1809) également tourneur en faïence, Alfred-Charles Auboin épouse le 22 octobre 1839 Adélaïde, Joséphine Pardoux. Faïencier de 1836 à 1842, il est tourneur de 1841 à 1850. Fabricant de faïence en 1846 à Sceaux, puis à Bourg-la-Reine de 1850 à 1877 où il exploite la faïencerie no 5 créée par Pierre Docithé Benoist avant 1826 et sise au 5, Grande-Rue (actuel 31, avenue du Général-Leclerc). En 1862, il crée sa propre manufacture, dite no 6, à l'entrée de la ville et sise 1, Grande Rue à l'angle de la route d'Orléans et au chemin de Cachan (actuelle rue Aristide Briand), dont l'activité cessera vers 1875 avant une mise en faillite définitive le 19 janvier 1877.
Il est conseiller municipal de 1860 à 1868.

## Œuvres dans les collections publiques
- Sceaux, musée du Domaine départemental de Sceaux.
- Sèvres, musée national de Céramique.